# Транспорты типа «Либерти»
«Либерти» — тип транспортных пароходов середины XX века. Суда этого типа строились в очень большом количестве (построено 2751 судно) в США во время Второй мировой войны для обеспечения массовых военных перевозок.

## Предшественники

### Суда типа «Хог Айлендер» (1918)
Прямой предшественник «Либерти» — типовые транспортные суда, строившиеся поточным методом в конце Первой мировой войны на верфи Хог Айленд в Филадельфии. Построенная в 1918 верфь с 50-ю стапелями и 7-ю сухими доками была первой, рассчитанной на серийное поточное производство гражданских транспортов (аналогичный проект строительства сторожевых кораблей реализовал в те же 1917—1918 годы Генри Форд). Первый «Хог Айлендер» был спущен на воду 5 августа 1918, последний 29 января 1921; всего было построено 122 судна — 110 сухогрузов и 12 войсковых транспортов. «Хог Айлендеры» не понесли потерь в Первую мировую войну; во Вторую мировую погибли 58 судов этого типа.

### Суда типа «Оушн» (1941)
В 1940 правительство Великобритании заказало в США по ленд-лизу 60 транспортов для восполнения потерь от подводной войны. За основу проекта был взят тип транспортного судна, восходящий к постройкам 1879 года, и впоследствии развитый в транспортах британской компании Silver Line 1930-х годов. Котлы на угле, посты управления и каюты экипажа были сосредоточены в середине корпуса. Заказ предусматривал увеличение осадки по сравнению с судами мирного времени, что увеличило водоизмещение на 800 т. Первое судно в серии, Ocean Vanguard, спустили на воду 16 августа 1941; несколько ранее, в марте 1941, «британская» серия была увеличена до 200, а в апреле до 306 судов, однако 117 из них планировалось построить уже по новому проекту (будущему «Либерти»).

## Производство

### Изменения в проекте
В ходе подготовки к производству «Океанов» (то есть «Оушнов») комиссия по военно-транспортным судам (United States Maritime Commission) изменила проект и технологическую схему производства: трудоёмкая клёпка была заменена сборкой сварных секций, котлы переведены на мазут. Заказы на сборку судов были первоначально распределены среди шести верфей, контролируемых Генри Кайзером. Новый проект, вначале известный как EC2 (Emergency Cargo, type 2) или «проект по закону о гражданских судах на военной службе» (Merchant Marine Act design), стал называться «Либерти» (Свобода) после того, как президент Рузвельт объявил 27 сентября 1941 года — день спуска на воду первых 14 судов — «днём флота свободы» (Liberty Fleet Day). Первый «Либерти», SS Patrick Henry, был назван в память американского революционера Патрика Генри (1736—1799), вошедшего в историю с фразой «Дайте свободу или дайте смерть!».
В последующем суда «Либерти» именовались в честь известных американцев-патриотов, начиная с подписавших Декларацию о независимости, при этом любая группа людей, предоставлявшая на военные займы суммы более 2 миллионов долларов, могла предложить своё название.

### Конструкция и постройка серийных судов
Корпус судна твиндечного типа. Твиндек, образованный верхней и нижней палубой, использовался для перевозки колёсной техники и танков, грузовые трюмы, расположенные ниже - для перевозки прочих сухих грузов.
Главная энергетическая установка судна — четырехцилиндровая паровая машина тройного расширения мощностью 2360 л.с. (1736 кВт). Хотя в 1940-е годы уже применялись гораздо более мощные паровые турбины, которые могли бы обеспечить более высокую скорость судна, от их применения отказались, так как они были более трудоемки в производстве (требовалось изготовление редуктора) и стоили бы гораздо дороже. Постройка же необходимого числа паровых машин обошлась существенно дешевле, и их в то время могли строить большинство судостроительных верфей, что было очень важно для массового производства.
Электрическая энергия вырабатывалась тремя генераторами (один из которых был  резервный) переменного тока напряжением 120 В с одноцилиндровыми паровыми машинами. Большинство механизмов судна также имело паровой привод. Пар под давлением 15 бар вырабатывался двумя водотрубными котлами, работавшими на мазуте.
Для ускорения постройки суда собирались из готовых секций, которые предварительно изготавливались в корпусном цехе. Широко использовался труд женщин-сварщиц.
Постройка первых 14 судов заняла около 230 дней. В течение 1941—1942 путём последовательных усовершенствований срок постройки (от закладки до спуска на воду) был уменьшен до 42 суток. В ноябре 1942 верфи Кайзера поставили рекорд — заложенный 8 ноября SS Robert Peary был спущен на воду 12 ноября (спустя 4 дня, 15 часов и 29 минут после закладки), и пошёл в первый рейс 22 ноября; судно пережило войну и прослужило до 1963 года. Однако это был скорее пропагандистский трюк, который не мог быть воспроизведен серийно. Всего на постройке «Либерти» было занято 18 верфей (не считая многочисленных субподрядчиков), и в 1943 выпуск составил в среднем 3 судна в день. 

### Производственные дефекты
«Либерти» первых серий страдали от трещин в наборе корпуса и палубы. 19 судов буквально развалились в море. Первоначально дефекты приписывались либо сварной конструкции в целом, либо — низкому качеству сварки в условиях круглосуточного поточного производства. Привлечённая к расследованию металловед из Великобритании Констенс Типпер доказала, что трещины в сварном наборе развивались из-за неудачного выбора сорта стали, который в арктических условиях становился хрупким. Сварная конструкция облегчала распространение усталостных трещин, но не порождала их. В течение 1942 года эти недостатки были устранены. Опыт «Либерти» был учтён в производстве последующих военных серий — транспортов «Виктори» (534 судна) и танкеров Т2 (490 судов).

## Служба
Вместимость «Либерти» могла достигать:
- 2840 джипов
- 525 бронеавтомобилей М8 или 525 санитарных фургонов
- 440 лёгких или 260 средних танков
- 651000 76-мм или 300000 105-мм снарядов[6]

На практике, как правило, груз комплектовался сборным.

### Сохранившиеся «Либерти»
«Либерти» строились как «суда на пять лет»: считалось, что их ограничения по скорости и ремонтопригодности сделают суда неконкурентоспособными в послевоенном мире. На деле, «Либерти» активно служили в конвоях корейской войны и в гражданской службе до начала 1960-х годов: в 1950-е годы судоходные компании только зарабатывали с помощью «Либерти» деньги на обновление флотов. Массовое списание «Либерти» пришлось на 1960-е годы, — первенец серии, «Патрик Генри», был пущен на слом в 1958 году.
По состоянию на 2005 год на ходу были два «Либерти» — суда-музеи SS John W. Brown в Балтиморе и SS Jeremiah O’Brien в Сан-Франциско. Оба годны к плаванию и периодически выходят в море. Третий сохранившийся «Либерти» — плавучий рыбозавод Star of Kodiak (Кадьяк на Аляске).
Корпус одного из судов Либерти был использован в качестве базы для плавучей АЭС MH-1A «Sturgis». На сегодняшний день «Sturgis» (превратившись из судна в баржу) выведен из эксплуатации и утилизирован.
В 2008 году последнее судно типа «Либерти» SS Arthur M. Huddell было передано греческому правительству. Судно было переоборудовано в музейное судно, получив новое имя SS Hellas Liberty и стоит сегодня под греческим флагом в гавани Пирей, Греция.
Одно судно данного типа EC2-S-C1 Mary Cassatt под названием «Одесса» долгое время работало в Дальневосточном морском пароходстве во Владивостоке. В конце 1970-х годов судно было списано и передано в УПФ "Дальморепродукт" в качестве плавучей базы материально-технического обеспечения и служило до 2003 года, после чего было утилизировано.